# Pratt & Whitney F119
O Pratt & Whitney F119 (designado pela empresa como PW5000) é um motor a jato produzido pela Pratt & Whitney. Quando era um motor protótipo, era designado por YF119. Quando os testes terminaram, o motor foi atribuído ao F-22 Raptor.
O motor foi desenhado para voos supersónicos sem o uso de dispositivos de pós combustão, impulsionando a aeronave a uma velocidade de até Mach 1,8.
Um derivado do F119, o F135, é o motor usado para o Lockheed Martin F-35 Lightning II.